# شيخة العسلاوي
شيخة العسلاوي (24 أكتوبر 1992 -)، هي مُمثلة ومُغنية كويتية.

## مسيرتها الفنيّة
بدأت حياتها الفنية ككورال خلف نجوم مثل عبد المجيد عبد الله ونوال الكويتية ونبيل شعيل، شاركت كذلك في عدد من الأوبريتات الغنائية في المهرجانات الوطنية، تعلمت من تجربتها وانضمت لفرقة «صولو» الموسيقية، ورغم انفراط عقد الفرقة مبكراً إلا أنها استطاعت أن تشق طريقها بأغنية فردية حملت عنوان «أطلعلك»، إذ أشاد بصوتها الكثير من المتابعين، وغنت أغنية على مسرح ليالي فبراير حملت عنوان «كويت السلام» وأغنية «كويت الغلا».
على صعيد الفن، فقد بدأت حياتها الفنيّة كمُمثلة مسرحيّة إذ خاضت أول تجاربها في مسرحية «قصر الساعات» في العام 2014، تلاها بعد ذلك العديد من الأعمال المسرحية أبرزها مسرحية «الفيران» ومسرحية «القطاوة» وتلقت نجاحاً كبيراً في تلك المسرحيات.
على صعيد التلفاز، خاضت أولى تجاربها في مُسلسل «مني وفيني» الذي عُرض في العام 2019 بمُشاركة عدد من النجوم أبرزهم حسين المنصور وأحلام حسن ومحمود بوشهري.

## الأعمال

### المسلسلات والبرامج
| سنه الإنتاج | اسم المسلسل | بمشاركة                                                                        |
| ----------- | ----------- | ------------------------------------------------------------------------------ |
| 2019        | مني وفيني   | حسين المنصور، أحلام حسن، مشاري البلام، محمود بوشهري، محمد العجيمي، باسمة حمادة |

### المسرحيات
| سنه الإنتاج | المسرحية             | بمشاركة                                                                              |
| ----------- | -------------------- | ------------------------------------------------------------------------------------ |
| 2014        | قصر الساعات          | إبراهيم دشتي، نور الغندور، أحمد إيراج، شهد الياسين                                   |
| 2015        | نور الظلام           | هند البلوشي، عبد المحسن القفاص، عبد الله عباس، يوسف البغلي، مشاري العوضي، رهف العنزي |
| 2015        | مملكة الطيور         | سحر حسين، يعقوب عبد الله، إبراهيم دشتي، إبراهيم الشيخلي، نور الغندور                 |
| 2016        | أليس في بلاد الأقزام | بدر الشعيبي، محمد الشعيبي، عبد الله عباس، ناصر عباس، محمد المسلم                     |
| 2016        | الفيران              | بدر الشعيبي، روان الصايغ، عبد الله عباس، ناصر عباس، محمد المسلم، فهد الصالح          |
| 2017        | وندي                 | جاسم عباس، رتاج العلي، عبد الله عباس، ناصر عباس، محمد المسلم، فهد الصالح، رهف العنزي |
| 2018        | القطاوه              | جاسم عباس، ناصر عباس، محمد المسلم                                                    |
| 2019        | أصدقاء الغيوم        | هيا عبد السلام، فؤاد علي، ليلى عبد الله، محمد العلوي                                 |

### الإذاعة
| سنه الإنتاج | اسم المسلسل   | بمشاركة        |
| ----------- | ------------- | -------------- |
| 2015        | رزنامة الديرة | شيماء الكويتية |